# Антоневич-Болоз, Николай
Николай Антоневич-Болоз (пол. Mikołaj Bołoz Antoniewicz; 1801 или 1804, Львов - 1 июня 1885, Радзишув) — польский поэт, переводчик. Воин львовской национальной гвардии (1848).

## Биография
Родился в 1801 или 1804 году во Львове в семье апелляционного советника во Львове Кшиштофа Антоневича Болоза и его супруги Сарыги — дочери Николая, барона де Меретцей Каприя.
Учился в гимназии при монастыре отцов Василиан в Бучаче.
Участник польского восстания 1830-1831, стал поручником 4-го полка уланов; награжден Крестом «Virtuti militari». После поражения восстание уехал за границу, в частности, находился в Вене, Париже. После возвращения в край был администратором имений графини Виктории из Мерошовских Дембиньской: сначала в Рудоловичах близ Ярослава, на исходе жизни в Радзишуве близ Кракова.
Был похоронен в семейной гробнице на Сапижинском кладбище в Станиславове.

### Литературная деятельность
Поддерживал литературные отношения с немецким поэтом Николаусом Ленау (автор перевода его стихотворения «Прощание» c немецкого языка), Юзефом Игнатием Крашевским и другими. Содействовал молодым литераторам, художникам, в частности, Артуру Гротгеру. Одаренный талантом, начал писать в юности. Многие его произведения записаны, рассеяны в разных дневниках и журналах, не сохранились. Автор следующих произведений:
- сборник стихов «Вооруженные рифмы» (1831 год, Варшава, под псевдонимом «Николай из Покутья»),
- под влиянием событий 1848 г. написал несколько патриотических стихов.
- исторических драм:
  - поэтическая драма «Анна Освенцимовна на 5 действий, Ляйпциг, 1856; второе издание — Львов, 1873, с иллюстрациями Артура Гротгера)
  - поэтические драмы «Владислав Варненьчик», «Лагерь под Варшавой» не были напечатаны
- переводы на польский язык:
  - с немецкого: трагедии Карла Гуцкова «Урьель Акоста» (Львов, 1850 год; очень похвален автором); поэмы Николауса Ленау «Клара Геберт» под названием «Девушка из Мартига»
  - "Шляхтич на спектакле в Лондоне" неизвестного автора[5];